# リー・シャープ
リー・スチュアート・シャープ（Lee Stuart Sharpe, 1971年5月27日 - ）は、イングランド出身のサッカー選手。主に左ウイングを務めた。マンチェスター・ユナイテッドに在籍し、将来有望な逸材と期待されていたが、20代半ばにユナイテッドを離れてからのキャリアは下降線を辿った。
2003年に現役を引退してからは、テレビのリアリティ番組に出演し、新たな名声を獲得している。

## クラブ経歴
アストン・ヴィラのサポーターだったシャープは、トーキー・ユナイテッドでサッカー選手としてのキャリアをスタートしたが、16試合に出場しただけで、才能に目を付けたマンチェスター・ユナイテッドが獲得に乗り出し、20万ポンドという練習生契約を結んでいる選手に対して支払われる金額としては当時の記録となる移籍金でマンチェスター・ユナイテッドに加入した。
1988年9月24日に行われたディヴィジョン1のウェストハム・ユナイテッド戦に交代で出場し、ユナイテッドデビューを果たした。左ウイングのレギュラーを務めていたイェスペル・オルセンがクラブを去り、新たに加入したラルフ・ミルンが期待に応える活躍ができずにいると、シャープが試合に出場する機会は増えた。シャープはゴールは挙げられなかったがリーグ戦22試合に出場し、全公式戦を含め30試合に出場したが、チームは期待外れの11位にでシーズンを終えた。ユナイテッドでの初ゴールは、1989年9月16日に行われたミルウォール戦で記録した。
すぐにトップチームでその能力を発揮し、左ウイングはダニー・ウォーレスが努めており、加入当初は左サイドバックとしてラルフ・ミルンに代わり試合に出場したが、1990-91シーズン終了後には、PFA年間最優秀若手選手賞を受賞した。シャープは、UEFAカップウィナーズカップを制したチームで重要な役割を果たし、ハイベリーで行われたリーグカップのアーセナル戦ではハットトリックを達成した。ユナイテッドは6-2で勝利し、シャープのサッカー選手としてのキャリアの中で最も印象深い場面の一つとなっている。
左サイドで確固たる地位を確立し、イングランド代表にも招集されたが、ジョン・バーンズからポジションを奪うには至らなかった。不運なことに怪我とウィルス性髄膜炎を患い長期間チームを離れ、回復し復帰すると17歳のライアン・ギグスが左サイドで活躍しており、シャープは左サイドバックとアンドレイ・カンチェルスキスとポジションを争い、右ウイングで出場するしかなかった。マンチェスター・ユナイテッドでは、8年間で公式戦265試合に出場し、36ゴールを挙げた。
シャープの多くの者に記憶されている有名なゴールは、1994-95シーズンのUEFAチャンピオンズリーグのバルセロナ戦でロイ・キーンのクロスをバックヒールで流し込んだものである。
怪我に不安を抱えているシャープであったが、リーズ・ユナイテッドは1996年の夏にクラブ記録となる450万ポンドの移籍金で彼を獲得した。リーズ・ユナイテッドでは、マンチェスター・ユナイテッドに在籍していた時以上に怪我に悩まされることになった。1996-97シーズンは26試合に出場し、5ゴールを挙げたが、1997-98シーズンはプレシーズンに膝を負傷し、シーズンを棒に振り、怪我から復帰してもチームに居場所を見つけることは出来なかった。
1998年の秋にレンタルでセリエAのサンプドリアへ移籍したが、活躍することは出来ず、年が明けるとイングランドへ戻ることになった。1999年3月にブラッドフォード・シティにレンタルで加入し、クラブの77年振りのトップリーグ昇格へ貢献した。夏に25万ポンドでブラッドフォードに完全移籍し、1999-00シーズン、クラブはプレミアリーグ残留を果たした。
2000-01シーズン、シャープはクリスマスを前にブラッドフォードで出場機会を失い、レンタルでディヴィジョン1のポーツマスに加わることになった。2001-02シーズンはブラッドフォードに復帰したが、シーズン終了後に契約が切れ、自由移籍の身となった。アイスランドのグリンダヴィックに加入する前には、エクセター・シティと契約を結んだが、その前には短期間であったがグリムズビー・タウンに所属していた。2003年の6月に32歳で現役を引退することを発表した。
2004年2月、キダーミンスター・サンデーリーグのフーブロック・クラウンでプレイをし、夏にはガーフォース・タウンと契約し、短期間であったがサッカー界に復帰した。

## 代表経歴
シャープは1991年から1995年の間にイングランド代表として8試合に出場した。

## 獲得タイトル

### クラブ
マンチェスター・ユナイテッド
- FAプレミアリーグ (3): 1992–93, 1993–94, 1995–96
- FAカップ (2): 1993–94, 1995–96
- フットボールリーグカップ (1): 1991–92
- FAコミュニティ・シールド (3): 1990, 1993, 1994
- UEFAカップウィナーズカップ (1): 1991

### 個人
- PFA年間最優秀若手選手賞：1990-91